# 6 Horas de Imola
Las 6 Horas de Imola es una carrera de resistencia para los coches deportivos celebrada en el Autodromo Enzo y Dino Ferrari en Imola, Italia.

## Resultados
| año                       | Ganador(es)                                       | Equipo                      | Auto                       | Distancia/Duración | Título de la carrera                | Campeonato                                                                    |
| ------------------------- | ------------------------------------------------- | --------------------------- | -------------------------- | ------------------ | ----------------------------------- | ----------------------------------------------------------------------------- |
| 1954                      | Umberto Maglioli                                  | Scuderia Ferrari            | Ferrari 500 Mondial        | 250 km (155,3 mi)  | Gran Premio dell'Autodromo di Imola | No pertenece a ningún campeonato                                              |
| 1955                      | Cesare Perdisa                                    | Officine Alfieri Maserati   | Maserati A6GCS             | 250 km (155,3 mi)  | Golden Shell Race                   | No pertenece a ningún campeonato                                              |
| 1956                      | Eugenio Castellotti                               | Osca                        | Osca MT4 1500              | 250 km (155,3 mi)  | Gran Premio Shell d'Imola           | No pertenece a ningún campeonato                                              |
| 1957–1963: No se disputó. |                                                   |                             |                            |                    |                                     |                                                                               |
| 1964                      | Franco Patria                                     |                             | Abarth-Simca 2000          | 60 km (37,3 mi)    | Coppa Gran Turismo - Trofeo Shell   | No pertenece a ningún campeonato                                              |
| 1965                      | Herbert Demetz                                    | Abarth                      | Abarth-Simca 1300 Bialbero | 3 horas            | Gran Premio Shell                   | Campeonato Mundial de Sport Prototipos                                        |
| 1966–1967: No se disputó. |                                                   |                             |                            |                    |                                     |                                                                               |
| 1968                      | Nino Vaccarella Teodoro Zeccoli                   | Autodelta                   | Alfa Romeo T33/2           | 500 km (310,7 mi)  | 500 km di Imola                     | No pertenece a ningún campeonato                                              |
| 1969                      | Jacky Ickx                                        | J.W. Automotive Engineering | Mirage M3/300-Ford         | 500 km (310,7 mi)  | 500 km di Imola                     | Campeonato Italiano Sport                                                     |
| 1970                      | Brian Redman                                      | J.W. Automotive Engineering | Porsche 917K               | 500 km (310,7 mi)  | 500 km di Imola                     | Campeonato Italiano Sport                                                     |
| 1971                      | Helmut Marko                                      | K. V. Wendt                 | Lola T212-Ford             | 1 hora, 30 minutos | Coppa di AC Bologna                 | European 2-Litre Championship Campeonato Italiano Sport                       |
| 1972                      | Arturo Merzario                                   | Ferarri SEFAC               | Ferrari 312PB              | 500 km (310,7 mi)  | 500 km di Imola                     | Campeonato Italiano Sport                                                     |
| 1973                      | Chris Craft                                       | Crowne Racing               | Lola T292-Ford             | 500 km (310,7 mi)  | Trofeo Benellé                      | European 2-Litre Championship                                                 |
| 1974                      | Gérard Larrousse Henri Pescarolo                  | Equipe Gitanes              | Matra-Simca MS670C         | 1000 km (621,4 mi) | 1000 km Imola                       | Campeonato Mundial de Sport Prototipos Campeonato Italiano Sport              |
| 1975: No se disputó.      |                                                   |                             |                            |                    |                                     |                                                                               |
| 1976                      | Jochen Mass Jacky Ickx                            | Martini Racing              | Porsche 936                | 500 km (310,7 mi)  | Trofeo Ignazio Giunti               | Campeonato Mundial de Sport Prototipos (Group 6) Italian Group 6 Championship |
| 1977                      | Vittorio Brambilla                                | Autodelta SpA               | Alfa Romeo T33/SC/12       | 250 km (155,3 mi)  | 250 km Imola                        | Campeonato Mundial de Sport Prototipos (Group 6) Italian Group 6 Championship |
| 1978–1982: No se disputó. |                                                   |                             |                            |                    |                                     |                                                                               |
| 1983                      | Teo Fabi Hans Heyer                               | Martini Racing              | Lancia LC2                 | 6 horas            | 1000 Kilometres di Imola            | European Endurance Championship                                               |
| 1984                      | Hans-Joachim Stuck Stefan Bellof                  | Brun Motorsport             | Porsche 956B               | 1000 km (621,4 mi) | 1000 Kilómetros de Imola            | Campeonato Mundial de Sport Prototipos Deutsche Rennsport Meisterschaft       |
| 1985–2010: No se disputó. |                                                   |                             |                            |                    |                                     |                                                                               |
| 2011                      | Anthony Davidson Sébastien Bourdais               | Peugeot Sport Total         | Peugeot 908                | 6 horas            | 6 Horas de Imola                    | Le Mans Series Intercontinental Le Mans Cup                                   |
| 2012: No se disputó.      |                                                   |                             |                            |                    |                                     |                                                                               |
| 2013                      | Pierre Thiriet Mathias Beche                      | Thiriet by TDS Racing       | Oreca 03                   | 3 horas            | 3 Horas de Imola                    | European Le Mans Series                                                       |
| 2014                      | Simon Dolan Harry Tincknell Filipe Albuquerque    | Jota Sport                  | Zytek Z11SN                | 4 horas            | 4 Horas de Imola                    | European Le Mans Series                                                       |
| 2015                      | Pierre Thiriet Ludovic Badey Tristan Gommendy     | Thiriet by TDS Racing       | Oreca 05                   | 4 horas            | 4 Horas de Imola                    | European Le Mans Series                                                       |
| 2016                      | Mathias Beche Ryō Hirakawa Pierre Thiriet         | Thiriet by TDS Racing       | Oreca 05                   | 4 horas            | 4 Horas de Imola                    | European Le Mans Series                                                       |
| 2017-2021: No se disputó. |                                                   |                             |                            |                    |                                     |                                                                               |
| 2022                      | Lorenzo Colombo Louis Delétraz Ferdinand Habsburg | Prema Racing                | Oreca 07                   | 4 horas            | 4 Horas de Imola                    | European Le Mans Series                                                       |
| 2023: Cancelada           |                                                   |                             |                            |                    |                                     |                                                                               |
| 2024                      | Bandera de ? · Bandera de ? · Bandera de ?        | Bandera de ?                |                            | 6 horas            | 6 Horas de Imola                    | Campeonato Mundial de Resistencia de la FIA                                   |

- Datos: Q2818071